# Concha Galán
María Concepción (Concha) Galán Cascales (Madrid, 7 de octubre de 1963) es una presentadora de televisión española.

## Biografía
En sus inicios, su carrera ha estado estrechamente vinculada a Televisión Española, donde se asoma por primera vez en 1984 como concursante en el programa Un, dos, tres... responda otra vez.
Finalizados sus estudios, en 1989 se incorpora a la plantilla de presentadores de A mi manera, el espacio que conducía Jesús Hermida, y del que más tarde tomó el testigo María Teresa Campos, y donde se ocupa de la sección de cocina
En los años siguientes, además de presentar espacios de variedades como Hoy de 6 a 7  (1990) o El show de la una (1993), ambos junto a Goyo González, une su destino profesional al de María Teresa Campos, a la que acompaña en el macro-programa que la malagueña conduce en TVE: Pasa la vida (1991-1996).
Durante esta etapa, TVE la ficha para la presentación de eventos especiales, como la presentación del jurado español del festival de Eurovisión en 1995 y 1996, y en las campanadas de fin de año 1996-1997, junto a Carlos Soto (Bermúdez)
Una vez que se cancela Pasa la vida, Galán prueba suerte como presentadora en solitario del talk-show ¡Vaya lío! (1997), y también comparte plató con Ramón García en el magacín Tardes de primera (1996) y los concursos La llamada de la suerte (1998) y Todo en familia (1999).
Tras pasar por Antena 3 con el concurso El Cronómetro (1999), en 2002 fue contratada por la cadena del Grupo Prisa Localia para presentar el magacín Cada mañana, donde coincide con un por entonces desconocido Jaime Cantizano.
Sus últimas colaboraciones han sido en Locos por Madrid (2006-2007), el programa que Alfredo Urdaci conduce en Onda 6.
Desde 2008 presenta el programa Sin salir de casa en el canal de Movistar TV y ONO Decasa.
Desde abril de 2011 colabora y ejerce de presentadora sustituta del programa Te damos la tarde de Nieves Herrero en 13 TV, desde octubre de ese mismo año compagina dicho espacio con su colaboración en el magacín matinal Te damos la mañana de Inés Ballester y también en 13Tv.